# Alice Coléno
Alice Coléno, née le 24 juillet 1903 à Lorient et morte le 23 juin 1993 à Pont-de-Buis, est une auteure de romans, études, recueils de contes et albums pour la jeunesse. Elle a utilisé les pseudonymes de Richard Kerléano et Françoise Dariaux.

## Biographie
Alice Coléno, fille d'un officier d'artillerie, passe son enfance à Lorient puis fait ses études à la maison d'éducation de la Légion d'honneur à Saint-Denis, puis à l'École normale supérieure de Sèvres. Agrégée de lettres modernes, elle enseigne d'abord au lycée de Niort, puis d'Amiens. De 1931 à 1934, elle exerce son métier à Wellesley College, près de Boston aux États-Unis. Elle parcourt le pays en y prononçant de nombreuses conférences. De retour en France, elle reste une année à Paris (Lycée Victor Duruy) avant de rentrer à Lorient (lycée Dupuy de Lôme) en 1939-1940. Elle est rappelée au Wellesley College en 1950-1951. Elle meurt à Quimerc'h, en Pont-de-Buis, en 1993.
Elle écrit son premier livre en 1938, Matin, alors qu'elle est professeur à Amiens, mais c'est Le Quai des Indes, un roman paru en 1946, qui l'a fait connaître comme écrivain. Elle entre alors au comité de rédaction de la revue Arts et Lettres. Elle publie divers ouvrages pour la jeunesse sous des pseudonymes (Richard Kerléano, par exemple Le Courrier de M. de Louvois, un roman de cape et d'épée et Deux épées pour la baronne, publié en 1969 ; Françoise Dariaux, par exemple Matin).  
Alice Coléno connaissait le braille.

## Hommages
Son nom a été donné à une rue de Lorient, ainsi qu'à une de Quéven.

## Distinctions
- Commandeur de l'ordre des Palmes académiques

## Œuvre

### Sous le nom d'Alice Coléno
- 1946 : La Forêt de cristal — Paris, Tisné, illustré par M. Belle-Jouffray, 154 p., jeunesse, rééd. 1957, 1963[3]
- 1946 : Le Quai des Indes — Paris, Plon, 246 p.
- 1946 : Le Canard Doré — Paris, Lausanne, Librairie Payot, illustré par F. Hafner (jeunesse)
- 1948 : Les Portes d'ivoire : métaphysique et poésie : Nerval, Baudelaire, Rimbaud, Mallarmé — Paris, Plon, 247 p., prix de Jouy de l'Académie française, en 1949[4].
- 1957 : Les Jardins de la licorne — Paris, éditions Hatier, collection « Il était une fois », illustré par Marie-France de Christen, 112 p. (jeunesse)
- 1957 : Le Petit Phoque — Paris, éd. Hatier, illustré par Gian Berto Vanni, 127 p. (jeunesse)
- 1957 : Contes de cristal — Paris, Hatier, illustré par G. Vanni, 40 p. (jeunesse)
- 1958 : Contes de diamant — Paris, Hatier, illustré par Françoise Bertier, 64 p., jeunesse (plusieurs fois réédité).
- 1958 : Le Palais de plumes — Paris, Hatier, coll. « Il était une fois », illustré par Françoise Bertier, 128 p. (jeunesse)
- 1963 : La Montagne des démons — Paris, éditions G. P., collection « Jeunesse pocket », illustré par Daniel Dupuy, 188 p. (jeunesse)
- 1982 : Le Quai des Indes — préf. de A.P. Ségalen, Genève-Paris, Slatkine, Bretagne et monde celtique (réed.).

### Sous des pseudonymes
Richard Kerléano
- 1968 : Le Courrier de M. de Louvois (roman) — Paris, Éditions du Gerfaut, collection « Collection Cape et d'épée », 249 p.
- 1969 : Deux épées pour la baronne (roman) — Paris, Éditions du Gerfaut, 375 p.

Françoise Dariaux
- 1938 : Matin — Paris : les Œuvres françaises.